# ایفا ابو حلاوه
ایفا ابو حلاوه (انگلیسی: Eva Abu Halaweh؛ زادهٔ ۱۹۷۵) وکیل اهل اردن است.
وی همچنین برندهٔ جوایزی همچون جایزه بین‌المللی زنان شجاع در سال ۲۰۱۱ شده‌است.